# Toray Pan Pacific Open 2011 - Qualificazioni singolare
Le qualificazioni del singolare  del Toray Pan Pacific Open 2011 sono state un torneo di tennis preliminare per accedere alla fase finale della manifestazione. I vincitori dell'ultimo turno sono entrati di diritto nel tabellone principale. In caso di ritiro di uno o più giocatori aventi diritto a questi sono subentrati i lucky loser, ossia i giocatori che hanno perso nell'ultimo turno ma che avevano una classifica più alta rispetto agli altri partecipanti che avevano comunque perso nel turno finale.

## Giocatrici

### Teste di serie
1. Angelique Kerber (qualificata)
2. Coco Vandeweghe (qualificata)
3. Urszula Radwańska (qualificata)
4. Aravane Rezaï (ultimo turno)
5. Jill Craybas (qualificata)
6. Shuai Zhang (direttamente al tabellone principale)
7. Anastasija Rodionova (qualificata)
8. Erika Sema (qualificata)
9. Tetjana Lužans'ka (ritirata per strappo alla coscia)

1. Kai-Chen Chang (ultimo turno)
2. Mandy Minella (qualificata)
3. Mădălina Gojnea (primo turno)
4. Zarina Dijas (ultimo turno)
5. Karolína Plíšková (qualificata)
6. Junri Namigata (primo turno)
7. Rika Fujiwara (ultimo turno)
8. Yurika Sema (primo turno)
9. Kumiko Iijima  (ultimo turno)

## Qualificate
1. Angelique Kerber
2. Coco Vandeweghe
3. Urszula Radwańska
4. Mandy Minella

1. Jill Craybas
2. Karolína Plíšková
3. Anastasija Rodionova
4. Erika Sema

## Tabellone qualificazioni

### Sezione 1
|  | Primo turno | Primo turno      | Primo turno      | Primo turno | Primo turno |  |  | Ultimo turno | Ultimo turno     | Ultimo turno     | Ultimo turno | Ultimo turno |  |
|  |             |                  |                  |             |             |  |  |              |                  |                  |              |              |  |
|  | 1           | Angelique Kerber | Angelique Kerber | 6           | 6           |  |  |              |                  |                  |              |              |  |
|  |             | Erika Takao      | Erika Takao      | 2           | 3           |  |  | 1            | Angelique Kerber | Angelique Kerber | 6            | 7            |  |
|  |             | Remi Tezuka      | 6                | 62          | 1           |  |  | 10           | Kai-Chen Chang   | Kai-Chen Chang   | 1            | 5            |  |
|  | 10          | Kai-Chen Chang   | 3                | 7           | 6           |  |  |              |                  |                  |              |              |  |

### Sezione 2
|  | Primo turno | Primo turno     | Primo turno     | Primo turno | Primo turno |  |  | Ultimo turno | Ultimo turno    | Ultimo turno | Ultimo turno | Ultimo turno |  |
|  |             |                 |                 |             |             |  |  |              |                 |              |              |              |  |
|  | 2           | Coco Vandeweghe | Coco Vandeweghe | 6           | 6           |  |  |              |                 |              |              |              |  |
|  |             | Aiko Nakamura   | Aiko Nakamura   | 3           | 2           |  |  | 2            | Coco Vandeweghe | 4            | 6            | 6            |  |
|  |             | Abigail Spears  | 7               | 0           | 6           |  |  |              | Abigail Spears  | 6            | 4            | 3            |  |
|  | 12          | Mădălina Gojnea | 5               | 6           | 2           |  |  |              |                 |              |              |              |  |

### Sezione 3
|  | Primo turno | Primo turno       | Primo turno       | Primo turno | Primo turno |  |  | Ultimo turno | Ultimo turno      | Ultimo turno | Ultimo turno | Ultimo turno |  |
|  |             |                   |                   |             |             |  |  |              |                   |              |              |              |  |
|  | 3           | Urszula Radwańska | Urszula Radwańska | 6           | 6           |  |  |              |                   |              |              |              |  |
|  | WC          | Riko Sawayanagi   | Riko Sawayanagi   | 4           | 4           |  |  | 3            | Urszula Radwańska | 4            | 6            | 6            |  |
|  | WC          | Natsumi Hamamura  | Natsumi Hamamura  | 2           | 2           |  |  | 16           | Rika Fujiwara     | 6            | 2            | 1            |  |
|  | 16          | Rika Fujiwara     | Rika Fujiwara     | 6           | 6           |  |  |              |                   |              |              |              |  |

### Sezione 4
|  | Primo turno | Primo turno   | Primo turno   | Primo turno | Primo turno |  |  | Ultimo turno | Ultimo turno  | Ultimo turno | Ultimo turno | Ultimo turno |  |
|  |             |               |               |             |             |  |  |              |               |              |              |              |  |
|  | 4           | Aravane Rezaï | 6             | 2           | 6           |  |  |              |               |              |              |              |  |
|  | WC          | Miyu Katō     | 1             | 6           | 4           |  |  | 4            | Aravane Rezaï | 7            | 5            | 3            |  |
|  | WC          | Riza Osaki    | Riza Osaki    | 2           | 64          |  |  | 11           | Mandy Minella | 5            | 7            | 6            |  |
|  | 11          | Mandy Minella | Mandy Minella | 6           | 7           |  |  |              |               |              |              |              |  |

### Sezione 5
|  | Primo turno | Primo turno    | Primo turno    | Primo turno | Primo turno |  |  | Ultimo turno | Ultimo turno | Ultimo turno | Ultimo turno | Ultimo turno |  |
|  |             |                |                |             |             |  |  |              |              |              |              |              |  |
|  | 5           | Jill Craybas   | Jill Craybas   | 7           | 6           |  |  |              |              |              |              |              |  |
|  |             | Sachie Ishizu  | Sachie Ishizu  | 5           | 0           |  |  | 5            | Jill Craybas | Jill Craybas | 6            | 7            |  |
|  |             | Ryoko Fuda     | Ryoko Fuda     | 6           | 6           |  |  |              | Ryoko Fuda   | Ryoko Fuda   | 1            | 5            |  |
|  | 15          | Junri Namigata | Junri Namigata | 4           | 4           |  |  |              |              |              |              |              |  |

### Sezione 6
|  | Primo turno | Primo turno       | Primo turno       | Primo turno | Primo turno |  |  | Ultimo turno | Ultimo turno      | Ultimo turno      | Ultimo turno | Ultimo turno |  |
|  |             |                   |                   |             |             |  |  |              |                   |                   |              |              |  |
|  | 18          | Kumiko Lijima     | Kumiko Lijima     | 6           | 6           |  |  |              |                   |                   |              |              |  |
|  | WC          | Akiko Yonemura    | Akiko Yonemura    | 1           | 1           |  |  | 18           | Kumiko Lijima     | Kumiko Lijima     | 2            | 1            |  |
|  | WC          | Shūko Aoyama      | Shūko Aoyama      | 2           | 2           |  |  | 14           | Karolína Plíšková | Karolína Plíšková | 6            | 6            |  |
|  | 14          | Karolína Plíšková | Karolína Plíšková | 6           | 6           |  |  |              |                   |                   |              |              |  |

### Sezione 7
|  | Primo turno | Primo turno          | Primo turno          | Primo turno | Primo turno |  |  | Ultimo turno | Ultimo turno         | Ultimo turno         | Ultimo turno | Ultimo turno |  |
|  |             |                      |                      |             |             |  |  |              |                      |                      |              |              |  |
|  | 7           | Anastasija Rodionova | Anastasija Rodionova | 6           | 6           |  |  |              |                      |                      |              |              |  |
|  | WC          | Ayumi Oka            | Ayumi Oka            | 2           | 0           |  |  | 7            | Anastasija Rodionova | Anastasija Rodionova | 6            | 6            |  |
|  | WC          | Akari Inoue          | Akari Inoue          | 1           | 3           |  |  | 13           | Zarina Dijas         | Zarina Dijas         | 1            | 0            |  |
|  | 13          | Zarina Dijas         | Zarina Dijas         | 6           | 6           |  |  |              |                      |                      |              |              |  |

### Sezione 8
|  | Primo turno | Primo turno       | Primo turno       | Primo turno | Primo turno |  |  | Ultimo turno | Ultimo turno      | Ultimo turno | Ultimo turno | Ultimo turno |  |
|  |             |                   |                   |             |             |  |  |              |                   |              |              |              |  |
|  | 8           | Erika Sema        | Erika Sema        | 6           | 6           |  |  |              |                   |              |              |              |  |
|  |             | Misa Eguchi       | Misa Eguchi       | 4           | 1           |  |  | 8            | Erika Sema        | 1            | 6            | 6            |  |
|  |             | Raquel Kops-Jones | Raquel Kops-Jones | 6           | 6           |  |  |              | Raquel Kops-Jones | 6            | 1            | 4            |  |
|  | 17          | Yurika Sema       | Yurika Sema       | 1           | 3           |  |  |              |                   |              |              |              |  |